# Động đất kép Khatlon 2006
Động đất kép Khatlon 2006 là hai trận động đất xảy ra cùng ngày 29 tháng 7 năm 2006. Trận động đất có cường độ lần lượt là 5.6 và 5.4 richter, tâm chấn độ sâu hai trận động đất là 34 km và 10 km. Hậu quả cả hai trận động đất đã làm 3 người chết, 19 người bị thương.